# Ángel Casas Carnicero
Ángel Casas Carnicero (Villada, Palencia, 30 de diciembre de 1920 - Sevilla, 2 de septiembre de 2011) fue un doctor en Medicina y político español. 

## Biografía
Especialista en medicina interna y Endocrinología y Nutrición, se licenció en la Facultad de Medicina de la Universidad de Valladolid, consiguiendo el Doctorado en la Universidad de Madrid, ambos títulos con la calificación de Premio extraordinario. Fue académico correspondiente de la Real Academia de Medicina de Palma de Mallorca desde 1958 y vio galardonadas algunas de sus publicaciones científicas. Presidente de la Diputación provincial de Palencia desde 1969 hasta 1979, fue procurador en las Cortes hasta 1977.
Casas estuvo en posesión de la encomienda de la Orden del Mérito Civil y de la encomienda con placa de la Orden de Cisneros. Fue miembro de la Institución Tello Téllez de Meneses desde el 17 de febrero de 1980.

## Obra

### Artículos de revistas
- Casas Carnicero, Ángel, Trapote Sinovas, María del Carmen (2000). «Dos conferencias de Germán Calvo». Publicaciones de la Institución Tello Téllez de Meneses (71). ISSN 0210-7317, pags. 437-446. Descargar

- Casas Carnicero, Ángel (1999). «Palencia siglo XX: aproximación a un estudio sociológico de 100 años de historia». Publicaciones de la Institución Tello Téllez de Meneses (70). ISSN 0210-7317, pags. 245-267. Descargar

- Casas Carnicero, Ángel (1996). «La geografía médica de la hondonada de Campos de Angel Casas Díez». Publicaciones de la Institución Tello Téllez de Meneses (67). ISSN 0210-7317, pags. 433-530. Descargar

- Casas Carnicero, Ángel (1993). «Necrológica: In memoriam. Abilio Burgos de Pablo». Publicaciones de la Institución Tello Téllez de Meneses (64). ISSN 0210-7317, pags. 620-626. Descargar

- Casas Carnicero, Ángel (1989). «El habla en una localidad de Tierra de Campos: Villada». Publicaciones de la Institución Tello Téllez de Meneses (64). ISSN 0210-7317, pags. 519-542. Descargar

- Casas Carnicero, Ángel (1981). «La guerrilla republicana en Palencia». Publicaciones de la Institución Tello Téllez de Meneses (45). ISSN 0210-7317, pags. 237-262. Descargar

- Casas Carnicero, Ángel (1980). «Algunos planteamientos antropológicos palentinos discurso de ingreso». Publicaciones de la Institución Tello Téllez de Meneses (44). ISSN 0210-7317, pags. 277-320. Descargar